# Mellicta mendrisiota
Mellicta mendrisiota är en fjärilsart som beskrevs av Hans Fruhstorfer 1923. Mellicta mendrisiota ingår i släktet Mellicta och familjen praktfjärilar. Inga underarter finns listade i Catalogue of Life.